# John Wallace
John Gilbert Wallace (Rochester, 9 febbraio 1974) è un ex cestista statunitense, professionista nella NBA, in Grecia e in Italia.

## Carriera
È stato selezionato dai New York Knicks al primo giro del Draft NBA 1996 (18ª scelta assoluta).

## Statistiche

### College
| Anno      | Squadra         | PG  | PT  | MP   | TC%  | 3P%  | TL%  | RP  | AP  | PRP | SP  | PP   |
| --------- | --------------- | --- | --- | ---- | ---- | ---- | ---- | --- | --- | --- | --- | ---- |
| 1992-1993 | Syracuse Orange | 29  | 28  | 29,8 | 52,6 | 0,0  | 71,8 | 7,6 | 1,3 | 1,2 | 1,3 | 11,1 |
| 1993-1994 | Syracuse Orange | 30  | 30  | 32,6 | 56,6 | 0,0  | 76,1 | 9,0 | 1,7 | 0,9 | 1,7 | 15,0 |
| 1994-1995 | Syracuse Orange | 30  | 30  | 33,0 | 58,8 | 28,6 | 67,9 | 8,2 | 2,6 | 1,3 | 1,8 | 16,8 |
| 1995-1996 | Syracuse Orange | 38  | 38  | 36,0 | 48,9 | 42,0 | 76,3 | 8,7 | 2,4 | 1,2 | 1,7 | 22,2 |
| Carriera  | Carriera        | 127 | 126 | 33,1 | 53,3 | 39,0 | 73,8 | 8,4 | 2,0 | 1,1 | 1,6 | 16,7 |

### NBA

#### Regular Season
| Anno      | Squadra         | PG  | PT | MP   | TC%  | 3P%  | TL%  | RP  | AP  | PRP | SP  | PP   |
| --------- | --------------- | --- | -- | ---- | ---- | ---- | ---- | --- | --- | --- | --- | ---- |
| 1996-1997 | N.Y. Knicks     | 68  | 6  | 11,6 | 51,7 | 50,0 | 71,8 | 2,3 | 0,5 | 0,3 | 0,4 | 4,8  |
| 1997-1998 | Toronto Raptors | 82  | 36 | 28,8 | 47,8 | 50,0 | 71,7 | 4,5 | 1,3 | 0,8 | 1,2 | 14,0 |
| 1998-1999 | Toronto Raptors | 48  | 3  | 16,9 | 43,2 | -    | 70,0 | 3,6 | 1,0 | 0,3 | 0,9 | 8,6  |
| 1999-2000 | N.Y. Knicks     | 60  | 0  | 13,3 | 46,7 | 0,0  | 80,4 | 2,3 | 0,4 | 0,2 | 0,2 | 6,5  |
| 2000-2001 | Detroit Pistons | 40  | 0  | 13,2 | 42,4 | 13,3 | 77,8 | 2,1 | 0,6 | 0,3 | 0,4 | 5,9  |
| 2001-2002 | Phoenix Suns    | 46  | 0  | 10,7 | 43,5 | 38,5 | 87,0 | 1,8 | 0,6 | 0,2 | 0,2 | 5,0  |
| 2003-2004 | Miami Heat      | 37  | 0  | 9,9  | 42,1 | 38,5 | 77,5 | 1,6 | 0,4 | 0,1 | 0,2 | 4,3  |
| Carriera  | Carriera        | 381 | 45 | 16,1 | 46,2 | 30,0 | 74,0 | 2,8 | 0,7 | 0,4 | 0,6 | 7,6  |

#### Playoffs
| Anno     | Squadra     | PG | PT | MP   | TC%  | 3P% | TL% | RP  | AP  | PRP | SP  | PP  |
| -------- | ----------- | -- | -- | ---- | ---- | --- | --- | --- | --- | --- | --- | --- |
| 1997     | N.Y. Knicks | 4  | 1  | 10,0 | 26,7 | 0,0 | 100 | 1,8 | 1,3 | 0,3 | 0,5 | 2,5 |
| 2000     | N.Y. Knicks | 1  | 0  | 4,0  | 0,0  | -   | -   | 1,0 | 0,0 | 1,0 | 0,0 | 0,0 |
| Carriera | Carriera    | 5  | 1  | 8,8  | 23,5 | 0,0 | 100 | 1,6 | 1,0 | 0,4 | 0,4 | 2,0 |

## Palmarès
- McDonald's All-American Game (1992)
- NCAA AP All-America Second Team (1996)